# Metropolia Dili
Metropolia Dili – jedyna metropolia Kościoła Rzymskokatolickiego w Timorze Wschodnim. Została erygowana 11 września 2019.

## Diecezje
- Archidiecezja Dili
  - Diecezja Baucau
  - Diecezja Maliana

## Metropolici
- Virgilio do Carmo da Silva (od 2019)